# パーシー・ヒース
パーシー・ヒース（Percy Heath、1923年4月30日 - 2005年4月28日）は、アメリカ合衆国ノースカロライナ州出身のジャズのベース奏者。テナー・サクソフォーン奏者のジミー・ヒース、ドラマーのアルバート・ヒースは兄弟である。

## 略歴

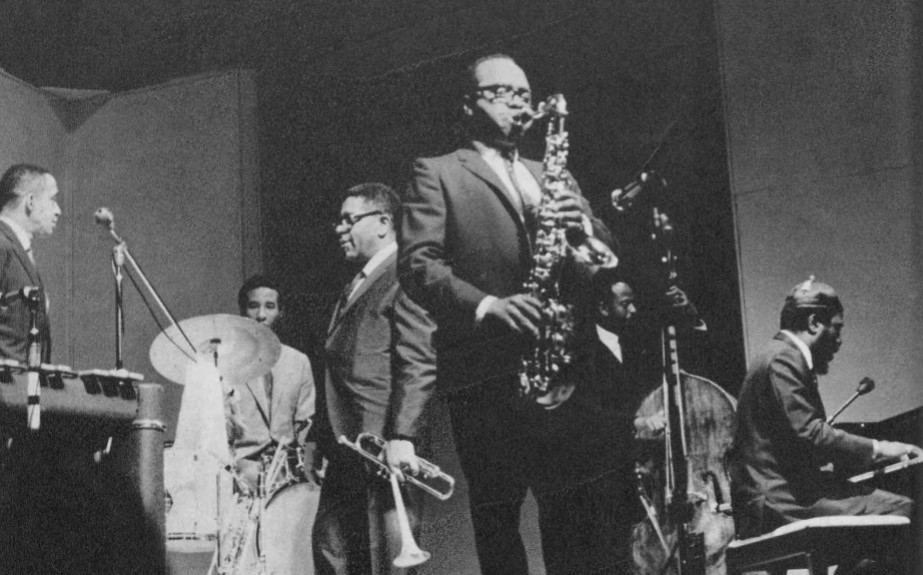
左から、ミルト・ジャクソン、マックス・ローチ、ディジー・ガレスピー、ジェームズ・ムーディ、パーシー・ヒース、セロニアス・モンク。1967年6月30日、ニューポート・ジャズ・フェスティバルにて。

ノースカロライナ州ウィルミントンに生まれ、幼少期をペンシルベニア州フィラデルフィアで過ごす。父はクラリネット奏者、母は教会の合唱隊に所属していた。8歳でヴァイオリンを始める。1944年には軍隊に入隊する。除隊後、グラノフ音楽学校 (Granoff School of Music)に入学し、まもなくジャズクラブで演奏を始める。
1940年代後半にニューヨークに移り住むと、パーシーと弟のジミー・ヒースはディジー・ガレスピーのビッグバンドに参加する。このビッグバンドのメンバー、ジョン・ルイス、ケニー・クラーク、ミルト・ジャクソン、レイ・ブラウンが後にモダン・ジャズ・カルテット (MJQ)として知られるグループを結成するが、1952年にレイ・ブラウンがMJQを抜けると代わりにパーシー・ヒースがベーシストとして加入。パーシー・ヒースはそれ以来、1993年のMJQによる最後のレコーディングまでMJQのベーシストとして活動した。
1975年に、兄弟のジミー・ヒース、アルバート・ヒース、ピアニストのスタンリー・カウエルとともにザ・ヒース・ブラザーズを結成、活動する。
2003年には、初のリーダー作『A Love Song』を録音する。
2005年4月28日、骨肉腫のため死去。

## ディスコグラフィ

### リーダー・アルバム
- A Love Song (2003年) ※with ジェブ・パットン、ピーター・ワシントン、アルバート・ヒース